# Complexo Rapadura
O Parque Linear da Rapadura, mais conhecido como Complexo Rapadura, é um parque linear, patrimônio cultural e sítio arqueológico fundado em 2008 na cidade de São Paulo. Com área de 70 mil metros quadrados, está localizado ao longo do córrego Rapadura, distrito de Vila Formosa, na Zona Leste da cidade.

## Infraestrutura
Dispõe de ampla infraestrutura, que conta com equipamentos de lazer, quadras poliesportivas e academias ao ar livre, o Complexo Rapadura foi criado pela prefeitura de São Paulo em parceria com a subprefeitura de Aricanduva com objetivo de preservar o córrego Rapadura, um afluente do rio Aracanduva, de sua vasta área verde e da fauna e flora local.

### Sítio arqueológico, fauna e flora
O parque foi reconhecido pelo Instituto do Patrimônio Histórico e Artístico Nacional (IPHAN) como sítio arqueológico, estando submetido à Lei nº 3.924/61, que dispõe sobre a preservação ambiental em áreas de monumentos arqueológicos e pré-históricos.
A fauna do parque é composta principalmente por aves, como o periquito-verde, periquitão-maracanã e o sabiá-laranjeira. Às noites, há presença de anfíbios com o sapo cururu. Sua flora é heterogênea e ruderal, com aroeiras-salsas, paus-ferros eucaliptos além de plantas ameaçadas de extinção, como o pau-brasil e o cedro.

## Expansão do metrô de São Paulo
No projeto das obras de expansão da Linha 2-Verde, está em desenvolvimento pela Companhia do Metropolitano de São Paulo (CMSP) a construção do Complexo Rapadura, projeto homônimo à área de preservação que busca instalar um estacionamento subterrâneo de trens na região do bairro Jardim Têxtil, próximo à Praça Mauro Broco.
O propósito da construção do Complexo da Rapadura é o de receber a tuneladora que escavará cerca de 8 km de túneis da Linha 2-Verde entre a Vila Prudente e a Penha.

### Impasses
A construção do complexo pode acarretar no corte de 365 árvores e destruiria achados arqueológicos localizados na praça Mauro Broco e parte do Parque Linear Rapadura. Ao todo são 118 espécies nativas, 232 espécies exóticas e cinco em estado fitossanitário morto. A CMSP alegou que foi autorizada pela Companhia Ambiental do Estado de São Paulo (CETESB) e disse que a obra trará benefícios ambientais como redução de congestionamentos e de consumo de combustível fóssil pelo maior uso do modal metroviário pela população.
Os moradores argumentam que as obras poderiam ser movidas para um terreno a 200 metros da praça, mas a companhia não esta de acordo, pois seria necessário criar um novo projeto, o que sairia muito mais caro pois a área em questão fica numa elevação 40 metros superior à praça, o que exigiria uma escavação muito profunda para chegar no local onde os túneis da Linha 2 precisarão ser abertos.

### Paralisação das obras
O Juiz José Eduardo Cordeiro Rocha, atendeu ao pedido do Ministério Público realizado no dia 17 de dezembro de 2020 e paralisou parcialmente as obras. O motivo da paralisação é, inicialmente, é o da retirada das mais de 300 árvores do local.